# Medasina lampasaria
Medasina lampasaria là một loài bướm đêm trong họ Geometridae.